# St. Anna (Röblingen am See)

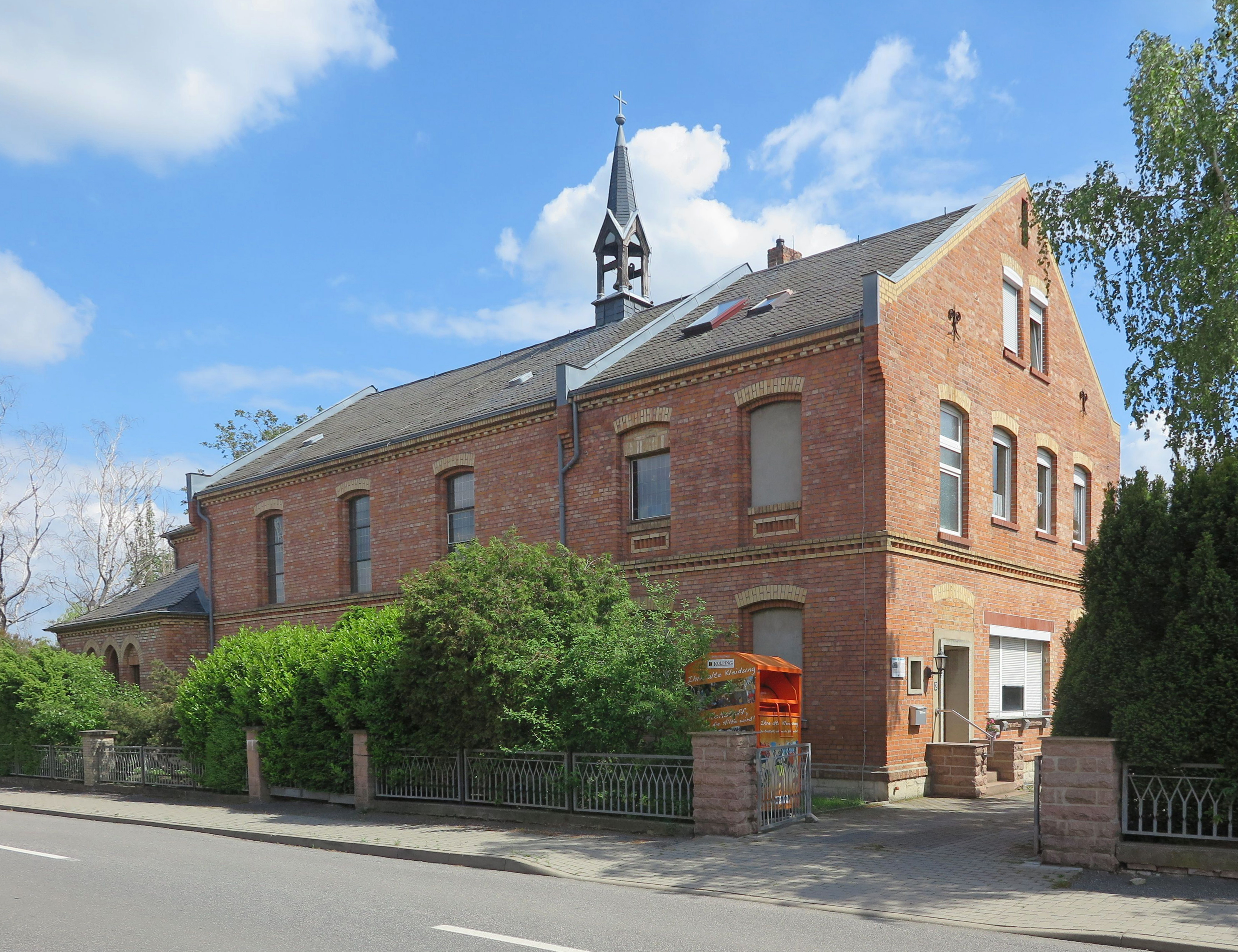
St. Anna (von links: Sakristei, Kirche mit Dachreiter und Pfarrhaus)

St. Anna ist die römisch-katholische Kirche in Röblingen am See, einem Ortsteil der Gemeinde Seegebiet Mansfelder Land im Landkreis Mansfeld-Südharz in Sachsen-Anhalt. Die nach der heiligen Anna, der Mutter Marias, benannte Kirche gehört zur Pfarrei St. Bruno mit Sitz in Querfurt im Dekanat Merseburg des Bistums Magdeburg. Das Gebäude steht als Baudenkmal unter der Erfassungsnummer 094 76491 unter Denkmalschutz.

## Geschichte
Durch die Reformation erlosch das katholische Leben in Oberröblingen, das damals zum Osterbann (bannus orientalis) des Bistums Halberstadt gehörte, für mehrere Jahrhunderte.
Nachdem im 19. Jahrhundert im Zuge des Bergbaus wieder Katholiken in den Raum Oberröblingen und Stedten zugezogen waren, fanden seitens der Missionsgemeinde Eisleben ab 1887 in Stedten im Saal des Gasthofs Sächsischer Hof katholische Gottesdienste statt. Später wurden die Gottesdienste nach Oberröblingen in den Saal des Gasthofs Goldener Anker (nach anderer Quelle Zum Anker) verlagert, wo am 21. Mai 1891 auch mit katholischem Schulunterricht begonnen wurde.
Am 16. August 1891 begann der Bau des Missionshauses mit der Grundsteinlegung, am 2. November 1891 bezog die einklassige katholische Schule ihren neuen Klassenraum im Missionshaus. Am 6. Dezember 1891 wurde die Kirche des Missionshauses eingeweiht und es fand in ihr die erste Heilige Messe statt. Die Kirche, das Schulhaus und das Pfarrhaus waren als Missionshaus unter einem gemeinsamen Dach erbaut worden.
Am 20. April 1892 wurde mit dem Seminarpriester Josef Westermann der erste ortsansässige Seelsorger für Oberröblingen ernannt, womit in der damals noch selbstständigen Gemeinde Oberröblingen eine katholische Gemeinde als Missionsvakarie gegründet wurde. Am 1. Mai 1892 trat Westermann seinen Dienst in Oberröblingen an. Zum Seelsorgebezirk Oberröblingen gehörten anfangs 47 Ortschaften, darunter die Stadt Querfurt.
Die Kirche bekam 1900 ihren Dachreiter. 1902 wurde der Chor an das Kirchenschiff angebaut sowie die bisher einklassige Schule um einer zweite Klasse erweitert. 1907 wurde aus der Kirchengemeinde Oberröblingen die Tochtergemeinde Querfurt ausgegliedert. 1910 folgte in Oberröblingen der Anbau der Sakristei, 1919 folgte die Erhebung der Filialvikarie Oberröblingen zur Filialkirchengemeinde der Pfarrei Eisleben.
Das Preußenkonkordat vom 14. April 1929, durch die Bulle Pastoralis officii nostri vom 13. August 1930 in Vollzug gesetzt, errichtete die Mitteldeutsche Kirchenprovinz. Das Bistum Paderborn stieg dadurch zum Erzbistum und zum Metropolitansitz der mitteldeutschen Kirchenprovinz auf. Zugleich kam der vom Geistlichen Gericht Erfurt abgetrennte Regierungsbezirk Merseburg mit dem Dekanat Eisleben, zu dem auch die Kirche in Oberröblingen als Filialkirche der Pfarrei Eisleben gehörte, an das nunmehrige Erzbischöfliche Kommissariat Magdeburg.
1936 bekam die Kirche ihre Orgel. In der Zeit des Nationalsozialismus wurde die katholische Schule Oberröblingen am 1. September 1938 von den staatlichen Behörden geschlossen.
Durch die Flucht und Vertreibung Deutscher aus Mittel- und Osteuropa stieg ab 1945 die Zahl der Katholiken in der Kirchengemeinde Oberröblingen so stark an, dass 1947 die Tochtergemeinde Teutschenthal ausgegliedert wurde, in der es zur Einrichtung einer Kapelle kam.
Am 1. Juli 1950 schlossen sich die bisher selbstständigen politischen Gemeinden Oberröblingen und Unterröblingen zur Gemeinde Röblingen am See zusammen. Infolgedessen änderte sich die Bezeichnung der katholischen Kirchengemeinde von Oberröblingen am See in Röblingen am See. Am 1. November 1959 erfolgte die Erhebung der Filialkirchengemeinde Röblingen am See zur Pfarrei.
Nach dem Zweiten Vatikanischen Konzil erfolgte um 1970 eine Umgestaltung des Innenraumes, auch neue, in Beton eingefasste Buntglasfenster wurden in die Rückwand des Chorraumes eingebaut.
Am 8. Juli 1994 wurde das Bistum Magdeburg gegründet, und die Zugehörigkeit von Röblingen am See wechselte vom Erzbistum Paderborn zum Bistum Magdeburg.
Am 1. März 2006 wurde der Gemeindeverbund Querfurt – Nebra – Röblingen errichtet. Zu diesem Zeitpunkt gehörten zur Pfarrei Röblingen am See rund 600 Katholiken, die Kapelle in Teutschenthal bestand bereits nicht mehr.
Am 1. Januar 2009 wurde das Dekanat Merseburg gegründet, dem die St.-Anna-Kirche seitdem angehört. Das bisherige Dekanat Eisleben wurde aufgelöst.
Am 28. November 2010, dem 1. Advent, entstand aus dem Gemeindeverbund die heutige Pfarrei St. Bruno mit Sitz in Querfurt, zu der neben der St.-Anna-Kirche in Röblingen am See auch die St.-Salvator-Kirche in Querfurt und die St.-Josefs-Kapelle in Nebra gehören. Die Pfarrei Röblingen am See wurde in diesem Zusammenhang aufgelöst.

## Lage, Architektur und Ausstattung
Die Kirche steht in Oberröblingen an der Landesstraße 175, auf dem Grundstück Alberstedter Straße 2, und ist parallel zur Alberstedter Straße ausgerichtet.
Der Gebäudekomplex mit Kirche und anschließendem Pfarrhaus wurde aus roten und gelben Ziegelsteinen erbaut. Auf dem Satteldach der Kirche befindet sich ein kreuzbekrönter Dachreiter, in dem eine Glocke hängt. Die Kirche wird durch ein Portal an der Westseite erschlossen.
Im schlichten Innenraum befinden sich Deckenmalereien aus der Bauzeit. Die heilige Anna, die Schutzpatronin der Kirche, wird durch eine Statue dargestellt.
Der eingezogene Chorraum wird durch die in der DDR eingesetzten Buntglasfenster sowie ein Hängekreuz dominiert. An der Rückwand des Altarraums steht der Tabernakel.
Die Orgel ist ein Werk der Eggert Orgelbau-Anstalt aus Paderborn von 1936. Das Instrument verfügt über sieben Register auf zwei Manualwerken und Pedal.